# Kevin Lynch
Kevin Andrew Lynch, född 1918 i Chicago, död 1984 i Martha's Vineyard, Massachusetts, var en amerikansk stadsplanerare och arkitekt.
Lynch studerade vid Yale-universitetet 1935-1937, för den kände arkitekten Frank Lloyd Wright 1937-1939 samt på Rensselaer Polytechnic Institute 1939-1940. Han tog examen vid Massachusetts Institute of Technology 1947, och blev professor där 1963.
Hans mest kända verk, The image of the city, som publicerades 1960, beskrev hur invånarna i en storstad uppfattar den och rör sig i sitt närområde. I denna identifierade han fem olika strukturer i staden som påverkar hur brukarna rör sig genom staden. Dessa var: stråk – gator, trottoarer och andra ytor som används för förbindelser; gränser – upplevda gränser i omgivningen, till exempel murar, floder och byggnader; områden – delar av staden med en enhetlig arkitektonisk eller kulturell karaktär; noder – samlingsplatser, större korsningar och slutligen landmärken – betydelsefulla objekt i omgivningen som kan användas som referenspunkter. Andra verk är What Time is This Place (1972), där han studerar hur invånarna i en stad tillbringar sin tid, samtidigt som han behandlar stadsbevarandefrågor, och Growing Up in Cities (1977), där han ser på staden som uppväxtmiljö för barn.
Lynch formulerade även fem element som påverkade hur en stad byggs upp, vilka enligt denne har inverkat i planeringen av de flesta nutida städer. De fem element som spelar in när man bygger en stad är vatten, luft, tillgång till solljus, växtlighet samt hur bördig marken är.